# Джуздан
Джузда́н или Джаузда́н (перс. جوزدان‎) — небольшой город в центральном Иране, в провинции Исфахан. Входит в состав шахрестана Неджефабад. По данным переписи, на 2006 год население составляло 6 393 человека.

## География
Город находится в южной части Исфахана, в гористой местности, на высоте 1626 метров над уровнем моря.
Джуздан расположен на расстоянии приблизительно 25 километров к западу-юго-западу (WSW) от Исфахана, административного центра провинции и на расстоянии 340 километра к югу от Тегерана, столицы страны. Ближайший аэропорт расположен в городе Исфахан.